# Aston-Jonction
Aston-Jonction är en kommun i regionen Centre-du-Québec i provinsen Québec i Kanada. Kommunen bildades 1997 genom sammanslagning av bykommunen med samma namn (bildad 1951) och socknen Saint-Raphaël-Partie-Sud (bildad 1917). Vid folkräkningen 2021 hade kommunen 441 invånare, varav 281 i den tidigare bykommunen.